# Beatrice Prisen
Beatrice Prisen blev stiftet i 1983 af Birthe og Paul Beckett. Prisen uddeles hvert år med kr. 50.000 af Det Danske Akademi, den tildeles en skønlitterær forfatter inden for lyrik eller prosa, hvis "allerede udgivne bøger har en kvalitet, som der er grund til at påskønne, og om hvem der er grund til at tro, at han eller hun vil udvikle sig yderligere".

## Liste over modtagere
| Årstal | Modtagere              |
| ------ | ---------------------- |
| 2021   | Majse Aymo-Boot        |
| 2019   | Olga Ravn              |
| 2018   | Mette Moestrup         |
| 2017   | Kristian Bang Foss     |
| 2016   | Sidsel Falsig Pedersen |
| 2015   | Laus Strandby Nielsen  |
| 2014   | Lone Hørslev           |
| 2013   | Lars Frost             |
| 2012   | Camilla Christensen    |
| 2010   | Katrine Marie Guldager |
| 2009   | Merete Pryds Helle     |
| 2007   | Christina Hesselholdt  |
| 2006   | Morten Søndergaard     |
| 2005   | Kirsten Hammann        |
| 2004   | Naja Marie Aidt        |
| 2003   | Helle Helle            |
| 2002   | Nikolaj Stockholm      |
| 2001   | Jens-Martin Eriksen    |
| 2000   | Pia Juul               |
| 1998   | Janina Katz            |
| 1997   | F.P. Jac               |
| 1996   | Knud Holten            |
| 1995   | Maria Giacobbe         |
| 1994   | Jette Drewsen          |
| 1993   | Christian Skov         |
| 1992   | Anne Marie Ejrnæs      |
| 1991   | Vagn Lundbye           |
| 1990   | Henning Mortensen      |
| 1989   | Marianne Larsen        |
| 1988   | Preben Major Sørensen  |
| 1987   | Klaus Høeck            |
| 1986   | Arthur Krasilnikoff    |
| 1985   | Peter Laugesen         |
| 1984   | Henrik Bjelke          |

## Eksterne links
- Beatrice Prisen på Litteraturpriser.dk